# Володимирський узвіз
Володи́мирський узвіз — вулиця у Печерському , Шевченківському та Подільському районах міста Києва. Пролягає від Європейської площі до Поштової площі.
Прилучаються вулиці Петра Сагайдачного, Хрещатик і Михайла Грушевського.

## Історія
Володимирський узвіз — вулиця, історична місцевість на правобережжі Києва. Прорізаний на поч. 18 ст. на прохання і коштом жителів Подолу, оскільки старий узвіз понад струмком Хрещатиком у Хрещатому яру потребував великих витрат на ремонт. Узвіз прокладено через відріг Михайлівської гори. Спочатку не мав назви, 1869 включений до складу вул. Олександрівської, яка пролягала від пл. Контрактової (тоді пл. Олександрівська) до вул. Московської (в районі сучасної пл. Арсенальної). 1919 вулицю перейменовано на вул. Революції, але ця назва стосовно узвозу не зафіксована. Йому офіційно присвоєно назву Володимирського, яка походить від встановленого 1853 на Старокиївському плато пам'ятника великому князю Володимиру Святославичу.
Виник на початку XVIII століття (почали прокладати у 1711 році шляхом прорізання Михайлівської гори), на місці так званого Старого Печерського шляху, який сполучав Поділ з Печерськом. Первісне — Хрещатицький приїзд. Мав також назву Мостова вулиця — узвіз був першою вулицею міста з брукованим покриттям. З середини 1810-х років становив частину Олександрівської вулиці, що пролягала від теперішньої Арсенальної площі до Контрактової площі. Паралельно використовувалась назва Олександрівський узвіз.
Для спорудження узвозу вимагалося не лише провести вулицю, але й укріпити схили Михайлівської гори. Роботи тривали понад десять років і коштували урядові декілька мільйонів рублів. Схили й тераси Михайлівської гори спланували, насипавши майже 1,5 тис. куб. сажнів ґрунту. Роботи завершили в 1844 році.
У березні 1919 року вулиця отримала назву вулиця Революції, з грудня 1934 року — вулиця Кірова. Сучасна назва — з 1944 року, від розташованого над Володимирським узвозом пам'ятника київському князю Володимиру. Вулиця простягалася від площі Сталіна до Контрактової площі. Сучасна довжина — з 1955 року, коли від вулиці було відділено вулицю Жданова.

## Визначні будівлі та об'єкти
- Будинок № 2 (1882) — колишнє Купецьке зібрання, нині тут міститься Національна філармонія. У 1860—80-х роках на місці цього будинку містився популярний у тогочасному Києві «заклад штучних мінеральних вод», в одному з павільйонів якого виступали українські театральні колективи П. К. Саксаганського та М. К. Садовського.

- Споруди першої черги київського централізованого водогону:
  - Будинок № 1 — так званий «Палестинський фільтр» (1887), найстаріша діюча споруда Київського водогону;
  - Будинки № 4-6 — колишній житловий будинок працівників водогону (двоповерховий, дерев'яний) з будівлею мурованого складу (1871-72). У квітні 2023 року забудовник почав розбирати дах пам'яток, громадські активісти оприлюднили інформацію про наміри спорудити на цьому місці ТРЦ і станцію канатної дороги[11].

Від Володимирського узвозу до Набережного шосе Хрещатим яром ведуть сходи (1930-ті роки), які закінчуються біля пам'ятника Магдебурзькому праву.
У нижній частині узвозу стоїть пам'ятник першому київському трамваю (встановлено 1992 року) — 1 (13) червня 1892 року по узвозу було започатковано пасажирський рух першою в Києві та в Російській імперії лінією електричного трамваю (трамвайну лінію закрито та демонтовано в 1978 році).

## Зображення

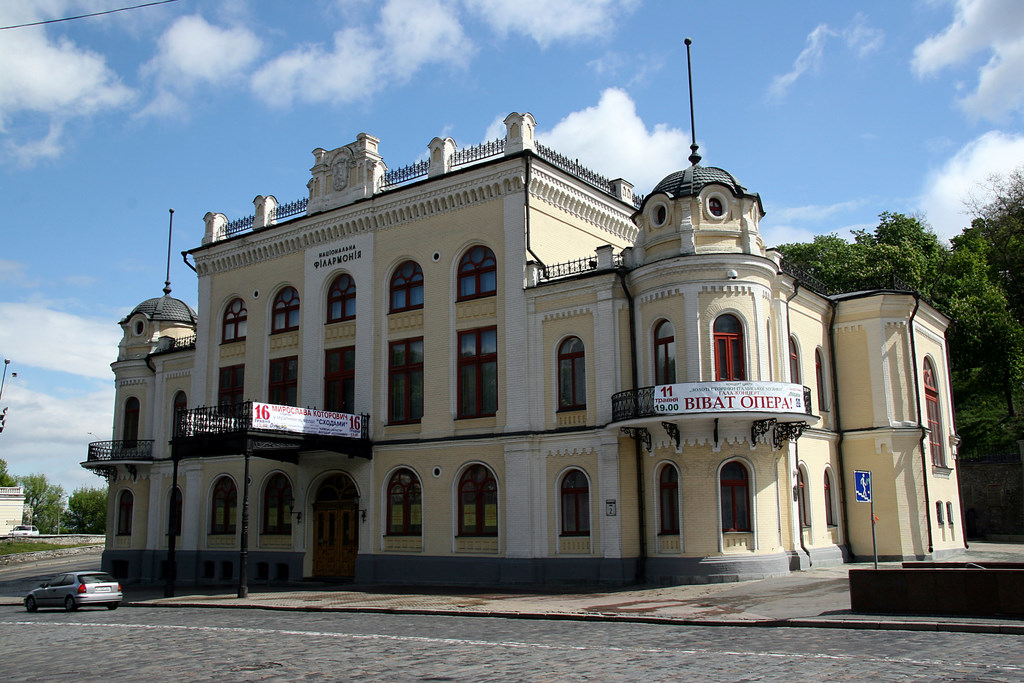
Національна філармонія України
Пам'ятник першому київському трамваю (перенесено на Набережне шосе)